# کتباده
کتباده (به اسپانیایی: Cotobade) یک شهرستان در اسپانیا است.